# Saint-Matré
Saint-Matré är en kommun i departementet Lot i regionen Occitanien i södra Frankrike. Kommunen ligger i kantonen Montcuq som tillhör arrondissementet Cahors. År 2018 hade Saint-Matré 142 invånare.

## Befolkningsutveckling
Antalet invånare i kommunen Saint-Matré
| Referens: INSEE |